# Nicanor Perlas
Nicanor Jesús Perlas y Pineda (Filipinas, 10 de enero de 1950-14 de agosto de 2025), conocido popularmente como Nicanor Perlas III o Nick Perlas, fue un ingeniero agrónomo y pionero de la lucha contra la "mundialización económica y elitista" tanto en su país como en el orden internacional, Premio Nobel Alternativo en 2003.

## Biografía
Activista antinuclear en Filipinas bajo el dictador Ferdinand Marcos, debió exiliarse en los Estados Unidos; en 1983, contribuyó a crear el concepto de "sostenibilidad" que se ha vuelto un concepto clave del PNUE. Vuelto a Filipinas descubre que el oficio de agricultor corre el riesgo de desaparecer de hecho de los reglamentos de la mundialización liberal inspirados por los solos y únicos intereses de las multinacionales y grandes corporaciones agroalimentarias. Con Agnès Bertrand, Martin Khor y Vandana Shiva entre otros, se puso a descifrar los acuerdos del GATT, predecesor de la futura OMC. Su conclusión fue que el GATT es la punta de lanza de un gigantesco proyecto de mercantilización y de cosificación del planeta y la humaidad, que compra la complicidad de los hombres de estado. Nicanor Perlas y sus amigos participaron en el nacimiento de los movimientos del altermundismo en el Sur; en 1992, Nicanor Perlas participó en la Cumbre de la Tierra de Río de Janeiro. Después, en Filipinas, funda el Centro de Iniciativas para un Desarrollo Alternativo o CADI.
En 1994, tras 15 años de lucha, las organizaciones de la sociedad civil, entre ellas el CADI, obtuvieron la prohibición de 8 pesticidas, medida que ayudó a millones de filipinos condenados a graves problemas de salud consecuencia del uso intensivo de estos productos. En efecto, las firmas hicieron manipular los pesticidas sin informar a los trabajadores de su nocividad (ver el documento de Ananas connection). 
El CADI participó en la redacción de la Agenda 21 de las Filipinas, ratificada en 1996 por el presidente Fidel Ramos. En el dominio del desarrollo sostenible, esta acción es reconocida en las Naciones Unidas. En 1994, el PNUE (Programa de las Naciones Unidas para el Entorno) confiere a Nicanor Perlas el premio Global 500 (o Palmarés mundial de los 500) por su trabajo sobre la prohibición de pesticidas y sobre la agricultura biológica. En efecto, su aproximación a la agricultura sin pesticidas ha proporcionado un aumento de la cosecha y de la salud de los agricultores así como un retroceso de la pobreza. Para ello usó un método que es una variante de la agricultura biodinámica y de la agricultura biológica que incorpora prácticas autóctonas.
Por otra parte, Nicanor Perlas es director del Lifebank, organismo de financiación solidaria que permite la atribución de microcréditos a comunidades rurales pobres. Por ejemplo, para 2003, el objetivo era implicar a 25.000 familias en microempresas. Estas microempresas a su vez son reagrupadas en asociaciones, y sostenidas por esta estructura asociativa, las microempresas pueden después integrarse en un sistema de empresas a más grande escala, permitiendo beneficiar notablemente a un programa de educación y de asistencia médica.
Las iniciativas de Nicanor Perlas se fundan en la triarticulación social, que propone un método de análisis de interacciones en el seno de sociedades refiriéndose a un modelo ideal o regenerando una colaboración justa entre las tres esferas de la vida social: la esfera cultural, la esfera política y la esfera económica. Nicanor Perlas observa que dentro de estas tres esferas de la sociedad se encuentran personas abiertas y de buena voluntad, "resistentes" potenciales; habiendo visto un partenariado, una articulación deseada entre estas tres esferas, estos « militantes » potenciales pueden sobreponerse a la impotencia y el miedo del riesgo personal ligados a su función y comprometerse en una colaboración en un proceso de transformación compatible con sus convicciones y su ética.
Nicanor Perlas puso en aplicación la triarticulación social en un programa de erradicación de la pobreza. En febrero de 2001, fue uno de los líderes de Kompil II, movimiento social que atacaba pacíficamente al presidente corrupto Joseph Estrada por la fuerza de «People Power II », PPII. 
People Power I había hecho partir al dictador Ferdinand Marcos. Para esta «revolución», el pueblo filipino recibe una recompensa excepcional de parte de la fundación del Premio Nobel de la Paz. Este rechazo es resultado de una concertación triarticulada entre la sociedad civil y los líderes religiosos que han probado la no violencia activa del pueblo, la economía y la industria del transporte que ha organizado la « grève », y los responsables políticos y militares que se han comprometido solidariamente.
Nicanor Perlas consolida la estrategia de la triarticulación social. Anima el forum «Pagbabago» compuesto de portavoces de las ONG, dirigentes de empresa y responsables del gobierno, cuya acción concertada había contribuido al éxito del PPII. Este forum se propuso iniciar tres grandes movimientos para renovar la sociedad en Filipinas: cultural, económico y político, cada uno autónomo pero en interacción con los otros dos.
La actividad de Nicanor Perlas vino a ser cada vez más visible en la escena internacional: es invitado en diferentes países; en París, en abril de 2002, para la creación de un instituto de investigación de desarrollo local por iniciativa de la UNADEL, UNADEL. Ha intervenido asimismo en numerosos seminarios de formación en triarticulación social en diferentes países, en los que se propuso enseñar a percibir de forma "ecológica" y no "ideológico-política" la situación de un país dado, al desarrollar el discernimiento necesario para permitir sobre la base de la confianza y la alianza de las tres esferas sociales, en solidaridad con los individuos, las formas de resistencia a la mundialización mercantilista y deshumanizada.
En diciembre de 2003, Nicanor recibió junto a Walden Bello, otro eminente filipino, el Premio Nobel Alternativo por «haber jugado un papel crucial en el desarrollo de la base práctica y teórica de un orden mundial que toma en cuenta a todas las poblaciones. El jurado ha recompensado a Nicanor Perlas por ssus esfuerzos destacados en tanto qeue educador de la sociedad civil sobre los efectos de la mundialización en el nivel económico y sobre las alternativas positivas que pueden ser programadas»
La actividad internacional de Nicanor Perlas conduce a la formación de un grupo de investigación internacional, GN3 (GlobeNet3 o Global Network for Threefolding). Dotado de un secretariado y de un centro de investigación y de formación, este grupo enlaza los diferentes grupos que trabajan de manera autónoma. GN3 está hoy en día presente en los Estados Unidos, Israel, Escandinavia, Sudáfrica, Alemania, Japón, Francia y Filipinas.
El 17 de junio de 2009, Nicanor Perlas anunció su intención de presentarse como candidato a las elecciones presidenciales de Filipinas en mayo de 2010. Lo anunció en una conferencia de prensa en Bantayog ng mga Bayani, en Quezon City.
Perlas is the latest in the list of personalities offering themselves as alternatives to traditional presidential aspirants.

## Escritos
Perlas ha escrito más de quinientos títulos de artículos, editoriales, monografías y libros sobre los temas de globalización, arboricultura, evolución consciente, sociedad civil, inteligencia múltiple, creatividad, poder cultural, filosofía de la ciencia y de la biología, singularidad tecnología, agricultura sostenible, neurofisiología y conciencia, antroposofía, buena gobernanza, nueva política, economía asociativa e integración del cambio y transformación social a gran escala. Publica y es editor jefe de TruthForce!, una base de datos nacional y global en internet de noticias y análisis que tiene subscriptores y lectores en más de sesenta países. También es editor jefe del Ikabuhi Newspaper for Micro-Entrepreneurs, de más de 34.000 ejemplares de circulación. Su libro Shaping Globalization: Civil Society, Cultural Power, and Threefolding ha sido traducido a nueve lenguas y es usado en docenas de universidades en las Filipinas y en varias partes del mundo.

### Libros
(por completar) 
- La société civile: le trosième pouvoir. Paris: Éditions Yves Michel, 2003. Extractos del libro, en francés
- Shaping Globalization: Civil Society, Cultural Power and Threefolding (2000)
- En colaboración con Jeremy Rifkin, Algeny: A New Word—A New World, Viking Press, 1983, ISBN 0-670-10885-5

### Artículos
- La triarticulación social, por Nicanor Perlas
- ¿Qué es preciso hacer para cambiar un estado-nación?, por Nicanor Perlas
- La caída de Seattle y el poder de la Sociedad Civil, por Nicanor Perlas